# Lesbois
Lesbois – miejscowość i gmina we Francji, w regionie Kraj Loary, w departamencie Mayenne.
Według danych na rok 1990 gminę zamieszkiwało 200 osób, a gęstość zaludnienia wynosiła 33 osób/km² (wśród 1504 gmin Kraju Loary Lesbois plasuje się na 1055. miejscu pod względem liczby ludności, natomiast pod względem powierzchni na miejscu 1152.).